# Noah Bischof
Noah Bischof, né le 7 décembre 2002 à Feldkirch en Autriche, est un footballeur autrichien évoluant au poste d'avant-centre au Rapid Vienne.

## Biographie

### En club
Né à Feldkirch en Autriche, Noah Bischof commence le football au SC Göfis avant d'être formé par le SCR Altach. Il rejoint en 2016 le club partenaire de l'AKA Vorarlberg, puis fait son retour au SCR Altach, où il signe son premier contrat professionnel le 14 septembre 2020. 
Bischof joue son premier match en professionnel avec ce club, lors d'une rencontre de coupe d'Autriche le 17 juillet 2021 face au SC Kalsdorf. Il entre en jeu à la place de Johannes Tartarotti (en) et son équipe s'incline par deux buts à un ce jour-là. Il fait sa première apparition en première division autrichienne le 24 juillet 2021, lors de la première journée de la saison 2021-2022, face au LASK. Il entre en jeu à la place d'Atdhe Nuhiu et son équipe s'incline ce jour-là par un but à zéro. Le jeune attaquant de 18 ans inscrit son premier but le 24 octobre 2021, lors d'un match de championnat contre LASK. Entré en jeu, il donne la victoire à son équipe en marquant le seul but de la partie,. Il joue un total de 62 matchs pour cinq buts avec Altach.
Le 18 février 2024, il rejoint le Rapid Vienne où il signe un contrat jusqu'en 2026. Noah Bischof rejoint directement en prêt le First Vienna FC pour la deuxième partie de saison. Lors de son prêt il marque neuf buts et adresse sept passes décisives en quatorze matchs.
Bischof intègre le Rapid Vienne lors de l'été 2024. Il marque son premier but pour le club le 20 octobre 2024, lors d'une rencontre de championnat face au TSV Hartberg. Il inscrit le but victorieux de son équipe après être entré en jeu, sur un service de Guido Burgstaller.

### En sélection
Noah Bischof est convoqué pour la première fois avec l'équipe d'Autriche espoirs le 21 mars 2022. Il doit toutefois attendre le 17 novembre 2022 pour jouer son premier match avec les espoirs, face à la Turquie. Il entre en jeu à la place de Christoph Lang et les deux équipes se neutralisent (1-1 score final).
Bischof marque ses deux premiers buts avec les espoirs le même jour, le 16 juin 2023, contre l'Islande. Il entre en jeu à la place de Bernhard Zimmermann juste après la mi-temps alors que les deux équipes se neutralisent et donne la victoire à son équipe avec ses deux buts (3-1 score final).